# 費爾南多·盧戈
費爾南多·阿明多·盧戈·門德斯 SVD（西班牙語：Fernando Armindo Lugo Méndez，1951年5月30日—），前巴拉圭天主教聖佩德羅教區主教、前任巴拉圭總統。

## 早年
魯戈曾在巴拉圭的貧困地區擔任天主教會的主教，2005年卸下神職，原因是自覺無力幫助貧民。一年後他投身政治，要解決不平等與貪污問題。

## 總統
2008年4月21日，他作為中間偏左的变革爱国联盟候選人，成功當選巴拉圭總統，8月15日正式就任。他邀請自己的親生姐姐擔任第一夫人。
魯戈的愛國改變聯盟擊敗了統治巴拉圭60年的紅黨。他籌組的聯合政府是中間偏左聯盟，成員包括農民團體、左派工會與傳統自由主義、中間派的真正激进自由党。
魯戈自稱是個政治獨立人士，但有評論認為他是左派，與委內瑞拉總統查維斯、玻利維亞總統莫拉萊斯相近。
魯戈會說西班牙語與瓜拉尼語，後者是原住民語，印地安族群雖然只佔巴拉圭人口2%，但在巴拉圭使用瓜拉尼語的人很多。其他巴拉圭人都是西班牙與原住民的混血兒。
他的競選主要策略是向巴西索取更多電力費用，目前巴西向兩國聯營的大型發電廠伊泰普水力發電廠進口電力，而這樣的做法是依循玻利維亞總統莫拉萊斯與鄰國談判提高天然氣價格的方式。另外，在巴拉圭，少數富有精英地主握有大部分農地與牧場，因此魯戈另一項重要的政綱包括進行農業改革以便讓貧窮佃農能有自己的田地。

## 弹劾下台
2012年6月15日，巴拉圭警察在卡宁德尤地区强行驱逐占领私人农庄的农民，双方发生激烈冲突，造成11名农民和6名警察死亡，80人受伤。反對派议员认为卢戈总统在事件中严重渎职，对冲突事件负有不可推卸的责任，应立即辞职。
6月22日，在紅黨及自由黨的支持下，巴拉圭参议院投票通过对卢戈总统的弹劾议案，解除了卢戈的总统职务。
他指責國會進行政變，但為國家和平決定下台，後副总统费德里科·弗朗科宣誓就任总统，完成卢戈的剩余任期。
為此巴西总统迪尔玛·罗塞夫曾提出中止巴拉圭在南方共同市场和南美洲国家联盟的成员资格。阿根廷总统克里斯蒂娜·费尔南德斯·基什内尔和厄瓜多尔总统拉斐尔·科雷亚則宣布，他们不承认弗朗科為总统。

## 個人網誌
盧戈於2007年3月開始在報章 ABC Color 編寫個人網誌。

## 外部連結
- （西班牙文） Official website
- Fernando Lugo on Catholic Hierarchy （页面存档备份，存于）
- Feb. 27, 2007 New York Times article on Lugo's possible candidacy （页面存档备份，存于）
- Feb. 22, 2007 article on Lugo from Worldpress.org （页面存档备份，存于）
- Dec. 30, 2006 Daily (Maybe) blog on background to Lugo's presidential bid （页面存档备份，存于）
- Lugo Wins Election at AP
- April 18, 2008 article on Lugo and Paraguay elections from The Christian Science Monitor （页面存档备份，存于）
- 巴拉圭總統當選人魯戈小檔案[永久]